# Béatrice Tillier
Béatrice Tillier (Lyon, 1972) is een Franse tekenares van strips.